# Булгаков Володимир Петрович
Володи́мир Петро́вич Булга́ков (1 січня 1947, Кам'янець-Подільський — 18 травня 2003, Львів) — радянський футболіст і тренер. Майстер спорту СРСР (з 1969). Заслужений тренер УРСР (з 1983). Володар Кубка СРСР 1969.

## Кар'єра гравця
Вихованець «Динамо» (Хмельницький). Після вдало проведеного сезону 1964 року в хмельницькому «Динамо», 17-річний Володимир Булгаков вже у наступному році став гравцем юнацької збірної СРСР та отримав запрошення до другої команди київського «Динамо». Але найбільшого успіху цей талановитий півзахисник досяг у складі львівських «Карпат».
У складі «Карпат» (Львів) перший матч провів 20 серпня 1966 року проти «Волги» (Калініно). Провів у складі «зелено-білих» 6 сезонів, зіграв 134 поєдинки, забив 28 голів.
17 серпня 1969 року у складі львівських «Карпат» забив переможний гол у фіналі Кубка СРСР. Цікавий та різносторонній гравець. Автор 300-го голу в історії «Карпат». Переможець першої ліги СРСР 1970 року.
У 1972 році продовжив ігрову кар'єру у СК «Луцьк», наступний сезон провів у миколаївському «Суднобудівнику» (обидва клуби виступали у другій лізі). У 1975 році зіграв 17 ігор (1 гол) за «Металіст» (Харків) у першій радянській лізі. Тоді перебрався у херсонський «Локомотив» (друга ліга), де закінчив кар'єру гравця. Одразу після цього став помічником головного тренера «Металіста» Євгена Лемешка.

## Тренерська кар'єра

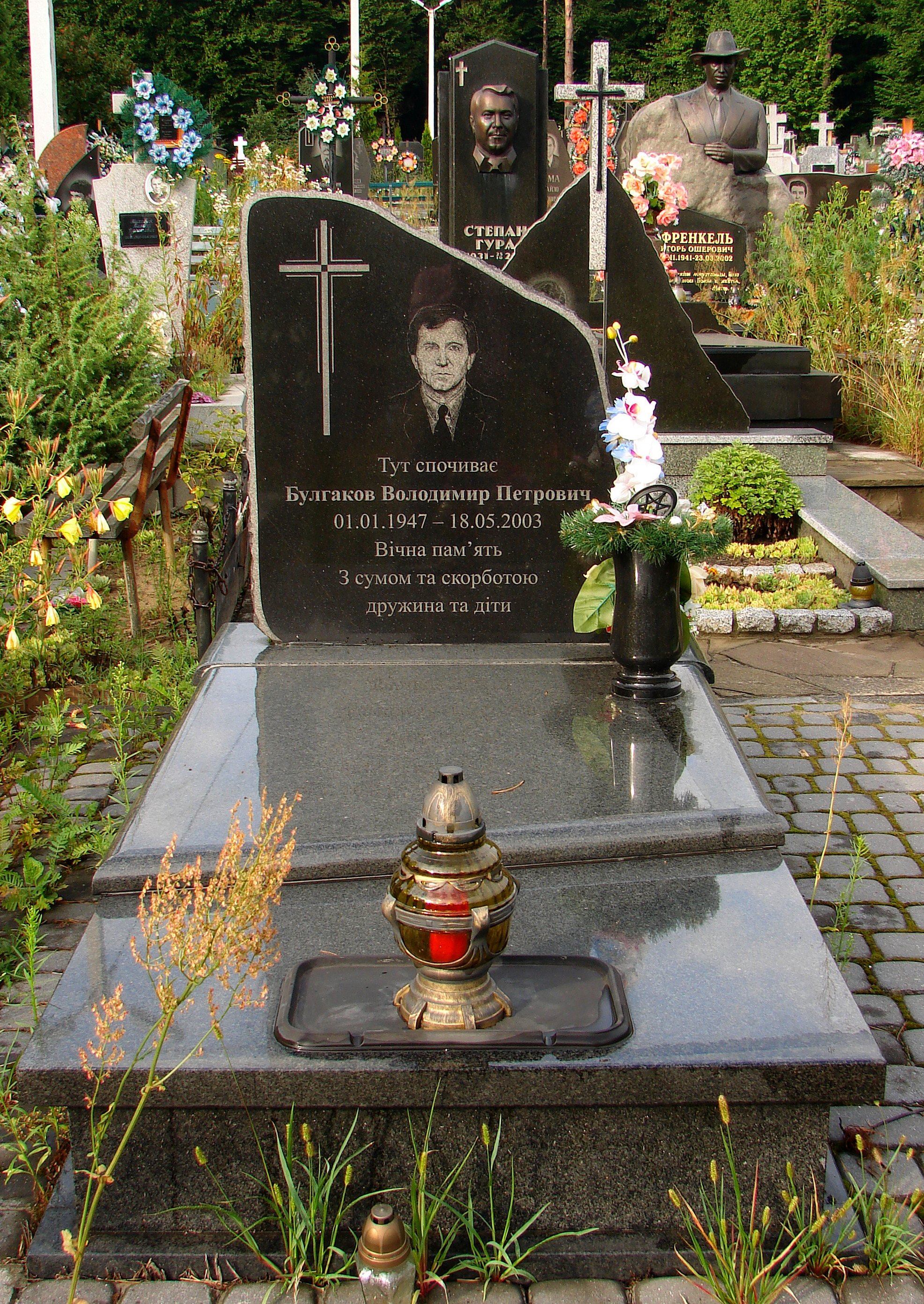
Могила Володимира Булгакова на Брюховицькому цвинтарі

1983 року Булгакову було присвоєно почесне звання заслуженого тренера УРСР. У ранзі наставника СКА «Карпати» двічі завойовував «бронзу» першої ліги СРСР (1984 і 1985). Очолював «Карпати» у 1990 році, працював з «Короною» (Кельці, Польща), «Кристалом» (Херсон), хмельницьким «Поділлям».
Закінчив Львівський державний університет фізичної культури і Вищу школу тренерів у Москві.
Помер після серцевого нападу 18 травня 2003 року у Львові. Похований на Брюховицькому цвинтарі.

## Досягнення
- Володар Кубка СРСР: 1969
- Чемпіон СРСР серед юнаків: 1965
- Чемпіон УРСР : 1974
- Віце чемпіон СРСР(2 група клас А) ::1968.